# Abarth Simca GT
Les Abarth-Simca GT représentent une gamme de voitures conçues par le constructeur italien Abarth faisant suite à un accord de coopération conclut avec Simca en 1961.
La gamme Abarth-Simca GT comprend 3 modèles distincts :
- 1300 GT, en version coupé et spyder,
- 1600 GT
- 2000 GT

Ces voiture sont toutes destinées uniquement à la compétition automobile, étudiées et construites par Abarth, sur la base du châssis de la Simca 1000.

## Rappel:Origine de la Simca 1000
La Simca 1000 est en fait le fruit du projet « Fiat 122 », celle qui devait être la remplaçante de la Fiat 600 mais qui n'a pas été acceptée par la direction générale de Fiat qui lui préféra le projet « 100G », celle qui allait devenir la Fiat 850. Lors d'une visite à Turin, en 1957, de Henri Théodore Pigozzi, patron de Simca, alors filiale de Fiat, il fut séduit par le prototype en plâtre résultant de cette étude refusée et obtint d'en récupérer le projet pour le réaliser en France.
La Simca 1000 a bénéficié d'une carrosserie dessinée à Turin par Mario Revelli de Beaumont, célèbre designer italien et voit son moteur placé à l'arrière selon la conception classique que Fiat a mise au point avec ses Fiat 600 et reconduit sur la nouvelle 850. C'est une « tout à l'arrière » dotée d'une suspension à quatre roues indépendantes (ressorts hélicoïdaux à l'arrière et à lames à l'avant) et d'un moteur quatre cylindres longitudinal en porte-à-faux arrière avec une boîte à quatre vitesses synchronisées. Ce fut d'ailleurs la dernière voiture à recevoir la contribution du bureau d'études Fiat pour sa conception très inspirée de la Fiat 850. À partir de 1963, Fiat, qui avait l'accord du gouvernement français pour racheter Citroën, avait commencé à se désengager de Simca en vendant une première partie à Chrysler.

## L'intervention d'Abarth
Pour renforcer l'image de la marque lors du lancement de la nouvelle Simca 1000, le constructeur français, sous la direction de Henri Théodore Pigozzi, voulait s'appuyer sur une version sportive comme Fiat le faisait depuis des années en Italie.
En début d'année 1961, un accord est passé entre les deux constructeurs pour la fourniture :
- d'une voiture à vocation sportive construite à partir de la berline de série, mais avec un moteur de 1.150 cm3,
- d'un coupé destiné à la compétition, reposant sur la plate-forme de la voiture de série mais adapté pour l'occasion et équipé d'un nouveau moteur de conception Abarth.

Ce projet était le premier du genre confié à Abarth par le constructeur. Jamais auparavant Abarth n'avait eu à gérer un projet complet; la plupart du temps, il se « contentait » de préparer ou de modifier des voitures existantes.
L'Abarth Simca 1300 GT est une voiture destinée uniquement à la compétition automobile réalisée par le constructeur italien Abarth en 1962, sur la base de la Simca 1000.

### Histoire
Cette voiture a été présentée lors du Salon de l'automobile de Genève le 15 mars 1962. Elle a le code usine "AB 130".
Abarth conçut donc la nouvelle Abarth Simca 1300 GT qui était en fait une véritable voiture de course, homologuée en Grand Tourisme le 8 octobre 1962. La voiture a été officiellement présentée au Salon de Genève le 15 mars 1962. Son moteur était un Fiat-Abarth de 1.288 cm3 à carter sec et deux arbres à cames en tête commandés par deux chaînes, alimenté par deux carburateurs double corps Weber 45 DCOE, développant 127 ch avec un taux de compression de 10,4:1. Un véritable exploit était né avec une puissance de 100 ch au litre.
La carrosserie, signée Becaris, reprenait la ligne de la Fiat Abarth 1000 qui avait remporté un prix pour sa ligne superbe et aérodynamique.
Les pilotes se sont tout de suite plaints du comportement aléatoire de la voiture, réclamant un châssis plus adapté aux performances, ce qui ne fut pas possible, vu les contraintes budgétaires de Simca; cela obligea Abarth à trouver des artifices pour obtenir une tenue de route suffisante.
La voiture fut homologuée dans la catégorie Grand Tourisme le 8 octobre 1962. Son baptême en course date du 14 avril 1962, lors de la course de côte de Lure, près de Dijon. Sur les 58 voitures engagées, il y avait 3 Abarth Simca 1300 GT, une avec la carrosserie Spider Sport sur un châssis tubulaire et deux en version Coupé, dont celle pilotée par Jean Guichet qui obtint le meilleur chrono aux essais. Le vainqueur fut Gianni Balzarini à bord de la 1300 GT Spider; les deux 1300 GT Coupé prirent les deuxième et troisième place au classement général. La légende Abarth était alors affirmée en France où Abarth règnera en maître absolu.

### La version Spyder
Cette version Spyder ne faisait pas partie de l'accord avec Simca. C'est à l'initiative de Carlo Abarth que l'on doit cette barquette qui reposait sur un châssis tubulaire Abarth. La voiture remporta la course à sa première participation. Simca ne donna pas suite à cette version.
La voiture est désignée sous le code interne AB 130S.

## Abarth Simca 1600 GT
Cette voiture a été présentée le 15 février 1963. Elle était directement dérivée de la précédente 1300 GT, avec une première intervention sur le châssis provenant de la Simca 1000, qui était depuis l'origine, le point faible de la voiture. Le moteur, dérivé du Fiat-Abarth de la 1300 GT avait bénéficié d'une augmentation de l'alésage de 76 à 86 mm ce qui autorisait l'implantation d'une seconde bougie d'allumage sur chaque cylindre. Elle bénéficia également d'une boîte de vitesses à 6 rapports. Sa vie sera très courte car la Fédération sportive internationale annonça, durant l'été 1963, la suppression de la catégorie Grand Tourisme 1600 cm3 des compétitions. Carlo Abarth dut donc se résoudre à tout miser sur la 2000 GT qui sera le dernier modèle de cette gamme.
Après les exploits en course de la 1300 GT, Carlo Abarth et Henri Théodore Pigozzi s'accordèrent pour poursuivre cette coopération mais en laissant Abarth améliorer le châssis à utiliser pour une nouvelle voiture plus puissante. Après une très brève transition avec la 1600 GT, ce sera la 2000 GT, présentée au Salon de l'automobile de Genève, le 15 mars 1963. Elle porte le code usine AB 136.
Une fois de plus, les dirigeants de Simca obligèrent Abarth à utiliser le châssis, la boîte de vitesses et les suspensions, profondément modifiés par Abarth, de la Simca 1000, ce qui avait déjà beaucoup pénalisé la 1300 GT en course et qui allait encore plus limiter les prétentions sportives de la 2000 GT. La boîte de vitesses était le point le plus faible à cause de sa fragilité avérée, même sur le modèle basique de série.
La livraison des premiers exemplaires de la voiture aux particuliers débuta en avril 1964. Parallèlement, Abarth mettait au point les modifications qu'il allait proposer directement à ses clients chevronnés et pilotes qui utiliseraient cette voiture en compétition internationale. Le développement de la voiture ne connut pas de fin. En effet, lors de la course de côte de Bologne Passo della Raticosa, Abarth utilisa une voiture avec l'avant raccourci, baptisée « Muso corto », qui sera généralisé sur toutes les voitures livrées aux clients.
Lorsque la nouvelle direction américaine de Simca prit officiellement les rênes de la société au 1er janvier 1964, l'accord signé avec Abarth fut rompu avec effet au 31 décembre 1964. Cela s'avéra une aubaine pour Abarth qui put ainsi monter sa propre boîte de vitesses et gagner de nombreuses courses, tout en faisant profiter Simca d'une publicité gratuite.
En 1966, le règlement de la Fédération Internationale de sport Automobile changea à nouveau et la Abarth 2000 GT dut passer de la catégorie GT à la catégorie Sport ; celle-ci comprenait de nombreuses concurrentes chevronnées qui maitrisaient parfaitement la règlementation de cette catégorie et ses astuces. L'équipe Abarth Course utilisa la 2000 GT jusqu'à la fin de la saison 1968, voiture qui fut remplacée par la Fiat Abarth 2000 Sport.